# Everswinkel
Everswinkel is een plaats en gemeente in de Duitse deelstaat Noordrijn-Westfalen, gelegen in de Kreis Warendorf. De gemeente Everswinkel telt 9.613 inwoners (31 december 2020) op een oppervlakte van 68,93 km².

## Indeling van de gemeente
De gemeente bestaat uit de dorpen Everswinkel en het ruim 3 kilometer ten westen daarvan gelegen kleinere plaatsje Alverskirchen. Alverskirchen was tot aan de gemeentelijke herindeling van begin 1975 een zelfstandige gemeente.
Tot Everswinkel behoren de volgende Bauerschaften (gehuchten of groepen verspreid staande boerderijen):
- Schuter
- Wester
- Versmar
- Müssingen
- Mehringen
- Wieningen
- Erter

## Verkeer
De dichtstbijzijnde hoofdverkeersweg is de Bundesstraße 64. Wie op deze weg ten oosten van Telgte in het gehucht Raestrup in zuidelijke richting afslaat, bereikt Everswinkel na 4 kilometer. Autosnelwegen liggen 20 of meer kilometer van Everswinkel vandaan.
In 2017 is het station van Everswinkel enkele kilometers naar het oosten verplaatst. Het stoptreinstation, aan de (in 2025 te moderniseren) spoorlijn van Münster naar Bielefeld (zie: Spoorlijn Münster - Rheda-Wiedenbrück), genaamd Warendorf-Einen-Müssingen, ligt nu in dichter bevolkt gebied aan de westelijke rand van Warendorf. Eén keer per uur stopt hier een stoptrein in beide richtingen.
Everswinkel is per lijnbus vanuit Münster en Warendorf bereikbaar.

## Economie
Everswinkel is een forensen- en plattelandsgemeente met als voornaamste middel van bestaan de agrarische sector. Daarnaast is er enig midden- en kleinbedrijf van niet meer dan regionaal belang gevestigd. Ten slotte is er sprake van enig (fiets-)toerisme.

## Geschiedenis

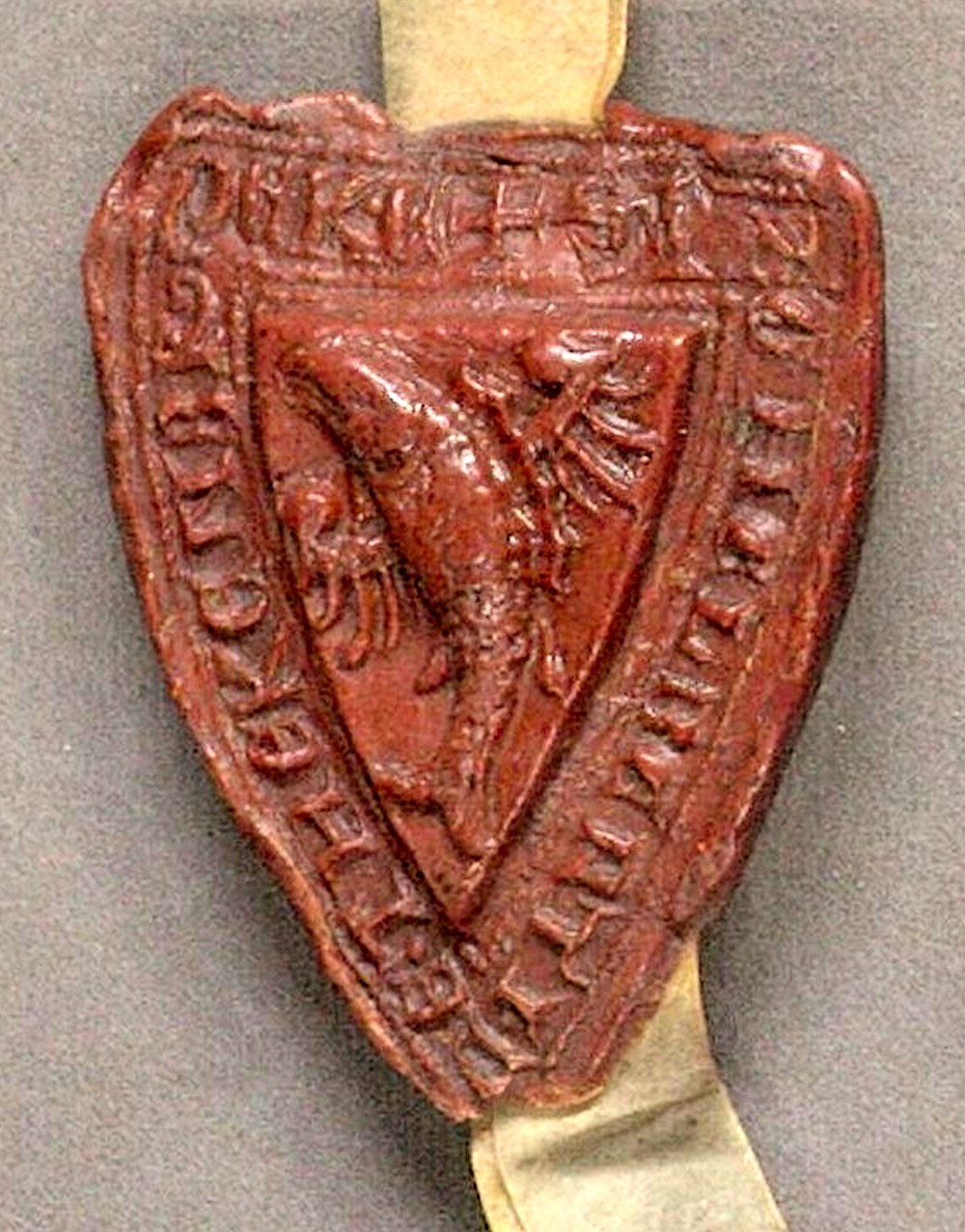
Zegel van ridder Engelbert von Deckenbrock (1295)

Een boerderij in het gehucht Wester met voor Everswinkel bijzondere betekenis heet Lütke Deckenbrock. Dit Klein Deckenbrock herinnert aan de vroegere woonplaats van het vermoedelijk 12e-eeuwse riddergeslacht Von Deckenbrock, waarvan leden hier als vazal voor de bisschop van Münster het bestuur uitoefenden. In de late middeleeuwen bracht dit geslacht o.a. enkele drosten van het Münsteraner Domkapittel en een burgemeester van Münster voort. In de 18e eeuw heeft een adellijke voorvader van de bekende schrijfster Annette von Droste-Hülshoff het goed Deckenbrock gekocht, en de naam Von Deckenbrock aangenomen, maar tussen het middeleeuwse riddergeslacht en dat van de schrijfster bestaat vermoedelijk geen familierelatie.
Het steeds strikt rooms-katholiek gebleven Everswinkel deelde steeds de historische lotgevallen van het Prinsbisdom Münster. Afgezien van enige grote branden tussen 1500 en 1800 hebben zich in de gemeente geen historische gebeurtenissen van meer dan plaatselijke betekenis afgespeeld.

## Bezienswaardigheden
- De rond 1200 in romaanse stijl gebouwde en in de 16e eeuw in gotische stijl gerenoveerde rooms-katholieke St. Magnuskerk te Everswinkel, met kunsthistorisch interessant interieur; de kerktoren dateert nog uit de 13e eeuw.
- De eveneens 13e-eeuwse en in de 17e eeuw gerenoveerde Sint-Agathakerk te Alverskirchen
- Door de gemeente lopen twee toeristische langeafstands-fietsroutes.

## Belangrijke personen in relatie tot de gemeente

### Geboren te Everswinkel
- Johann(es) Bernhard Brinkmann (* 4 februari 1813 in het Bisschopshuisje te Everswinkel; † 13 april 1889 in Münster), bisschop van Münster en belangrijk theoloog

### Overigen
- Erwin Kostedde (Münster, 21 mei 1946), voormalig profvoetballer, inwoner van Everswinkel

## Galerij

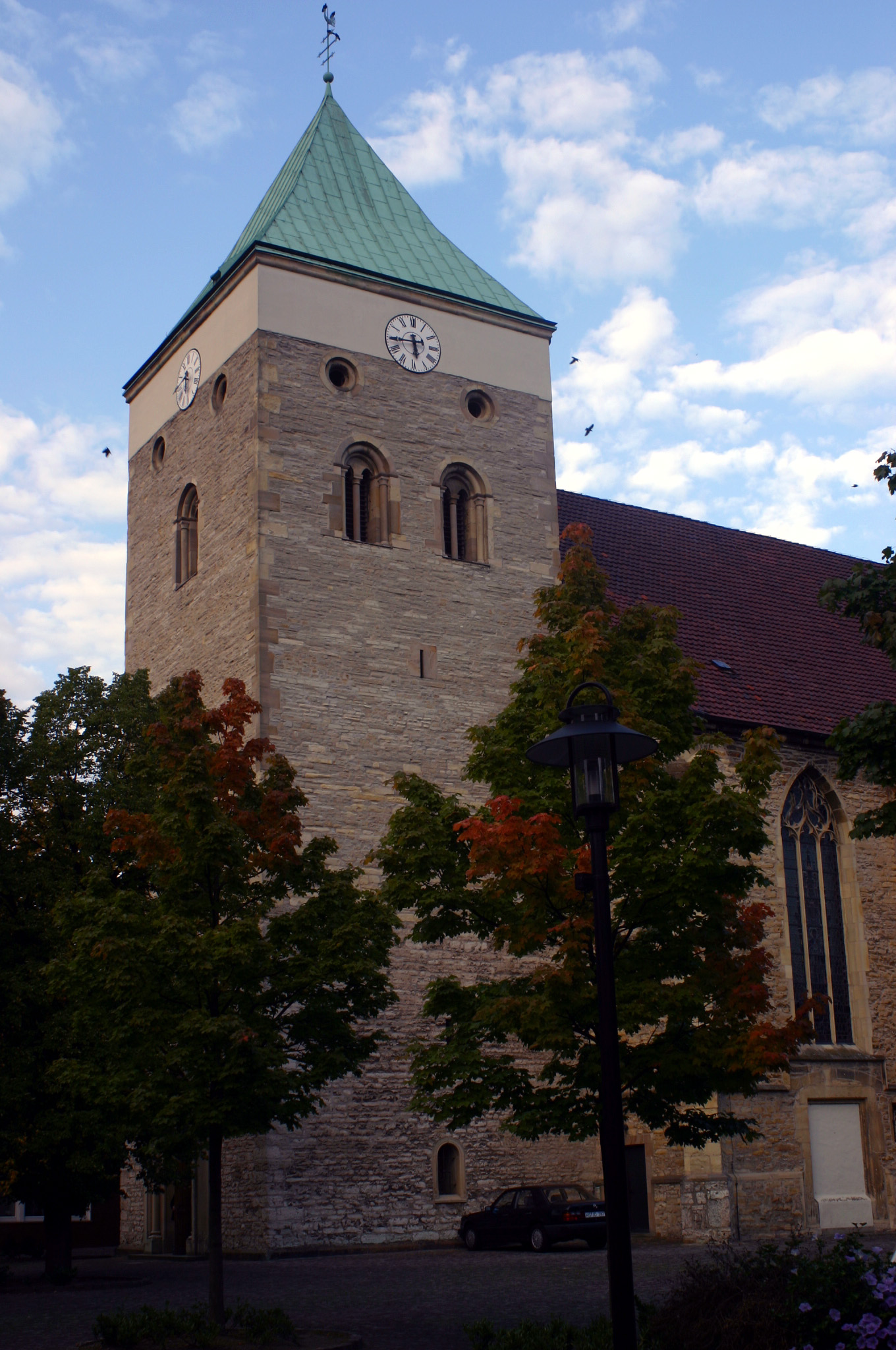
St. Magnuskerk, Everswinkel
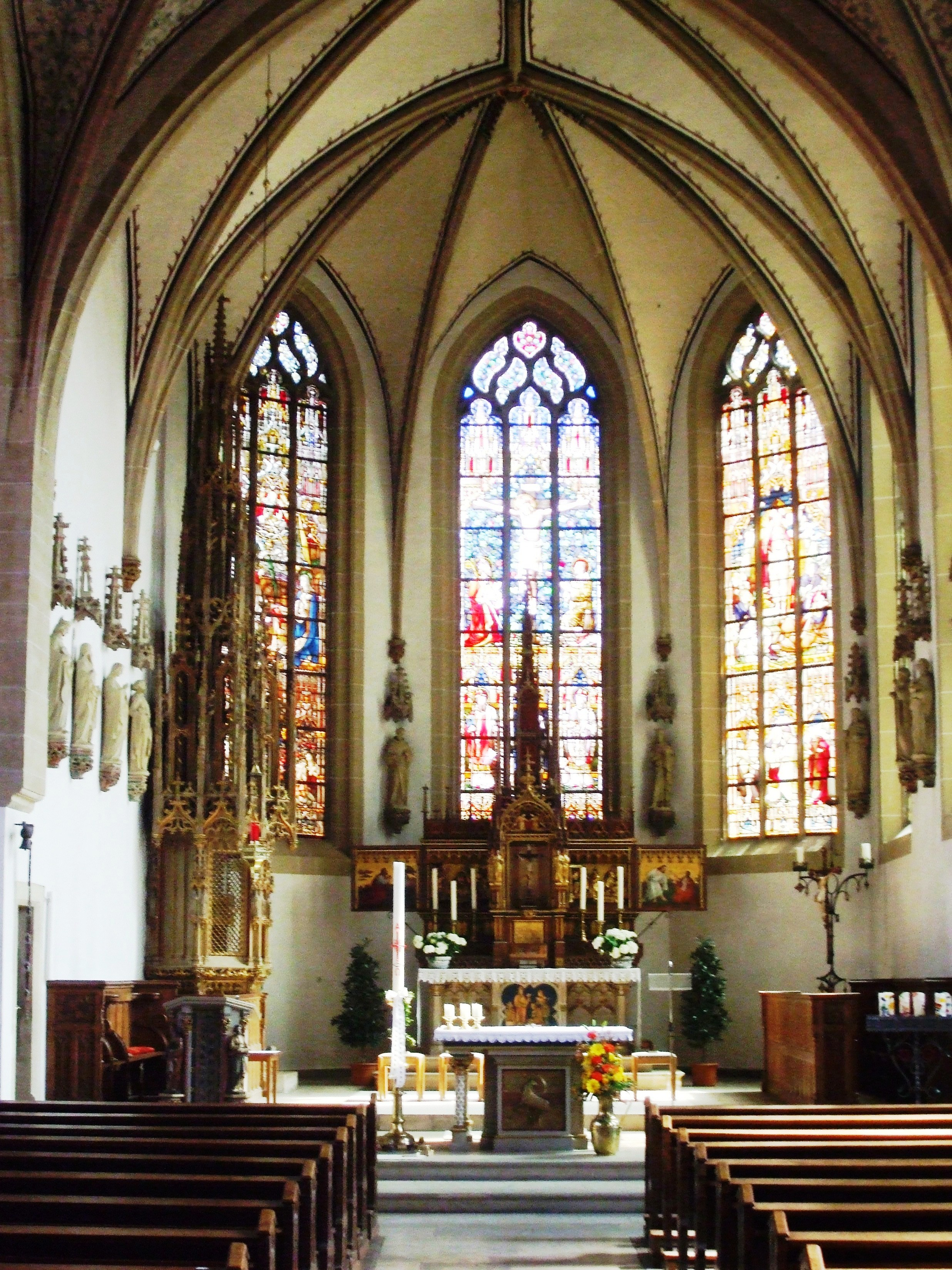
Interieur van deze kerk
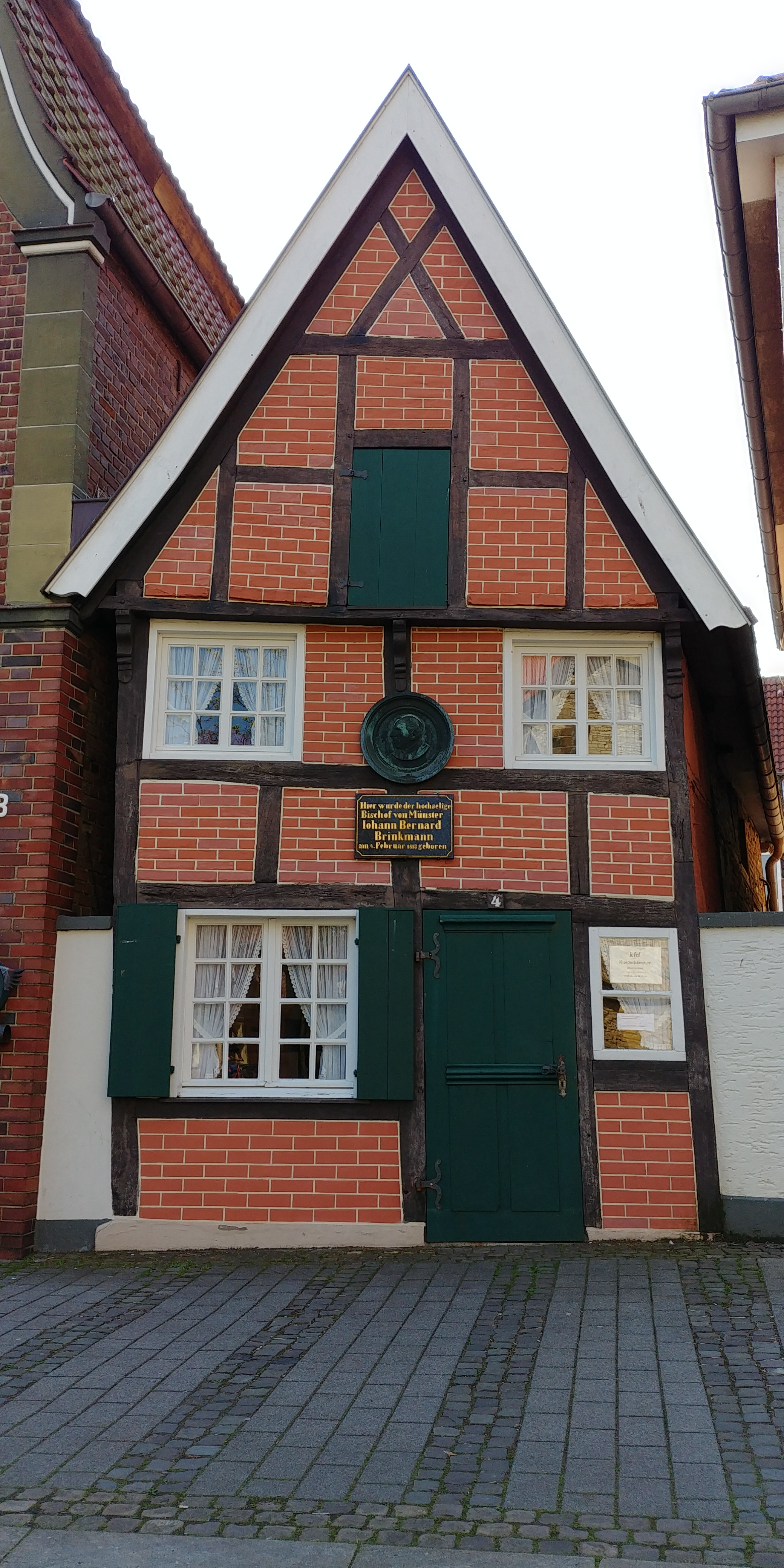
Bisschops-huisje
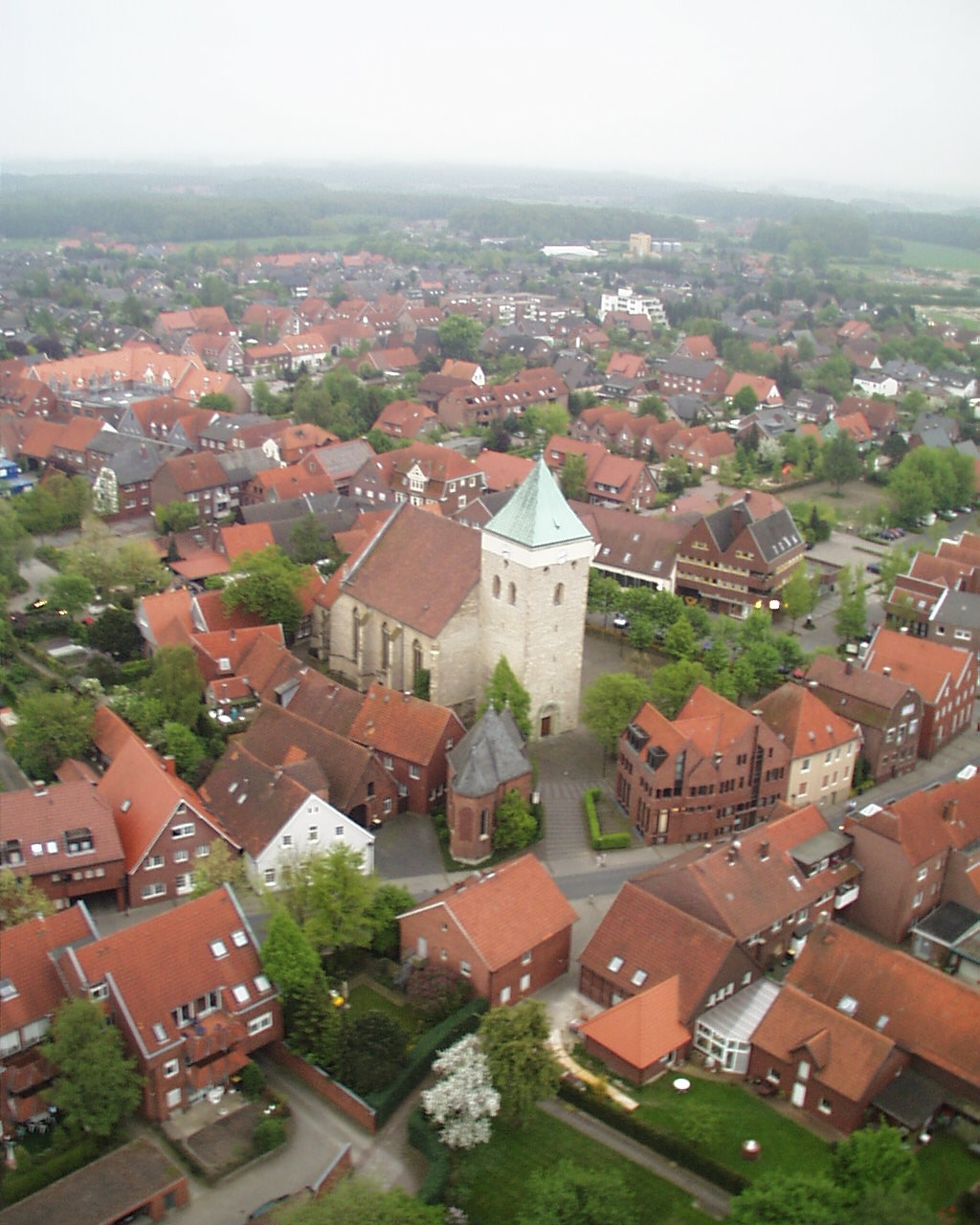
Everswinkel vanuit de lucht
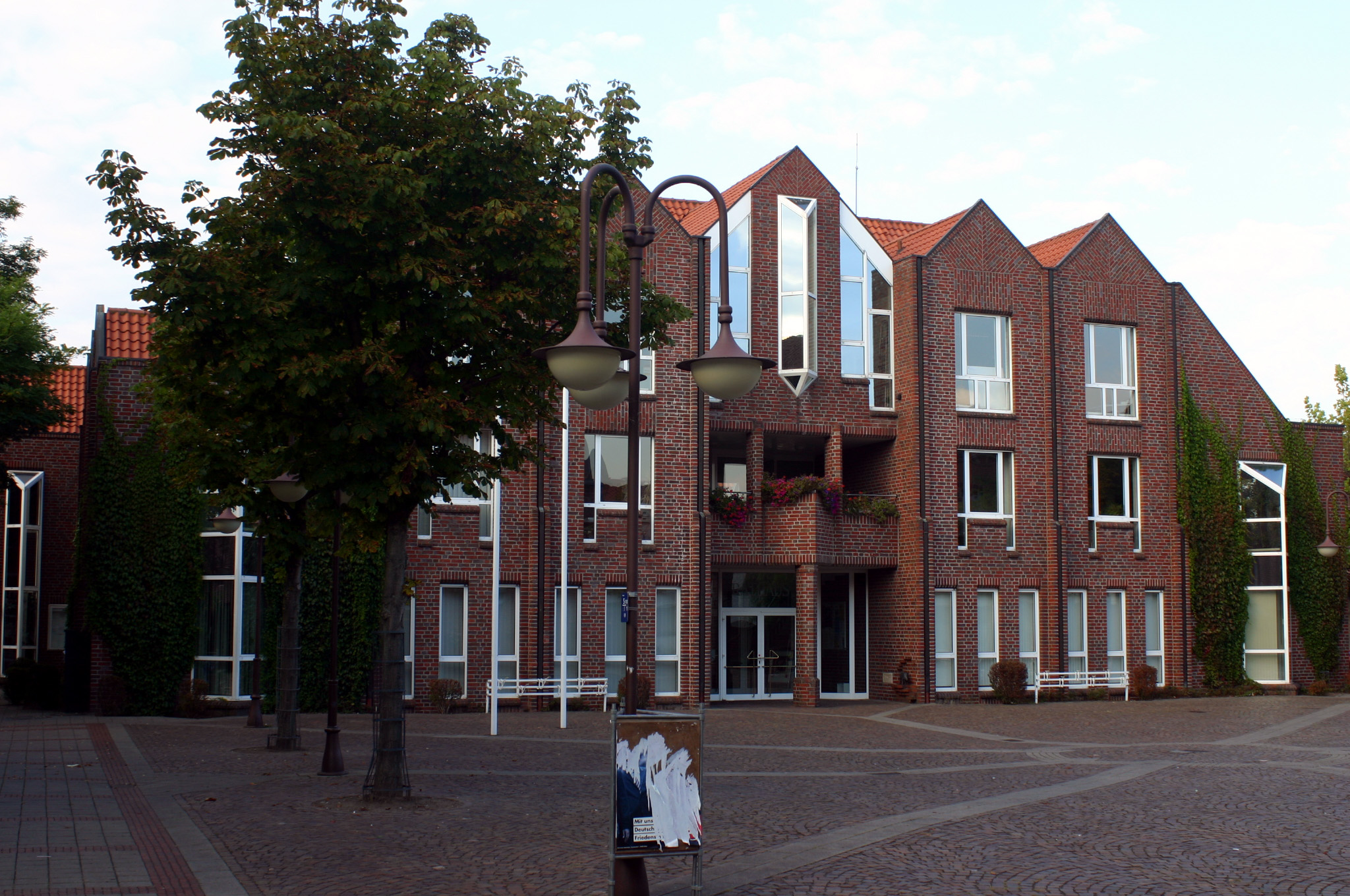
Gemeentehuis (1988)
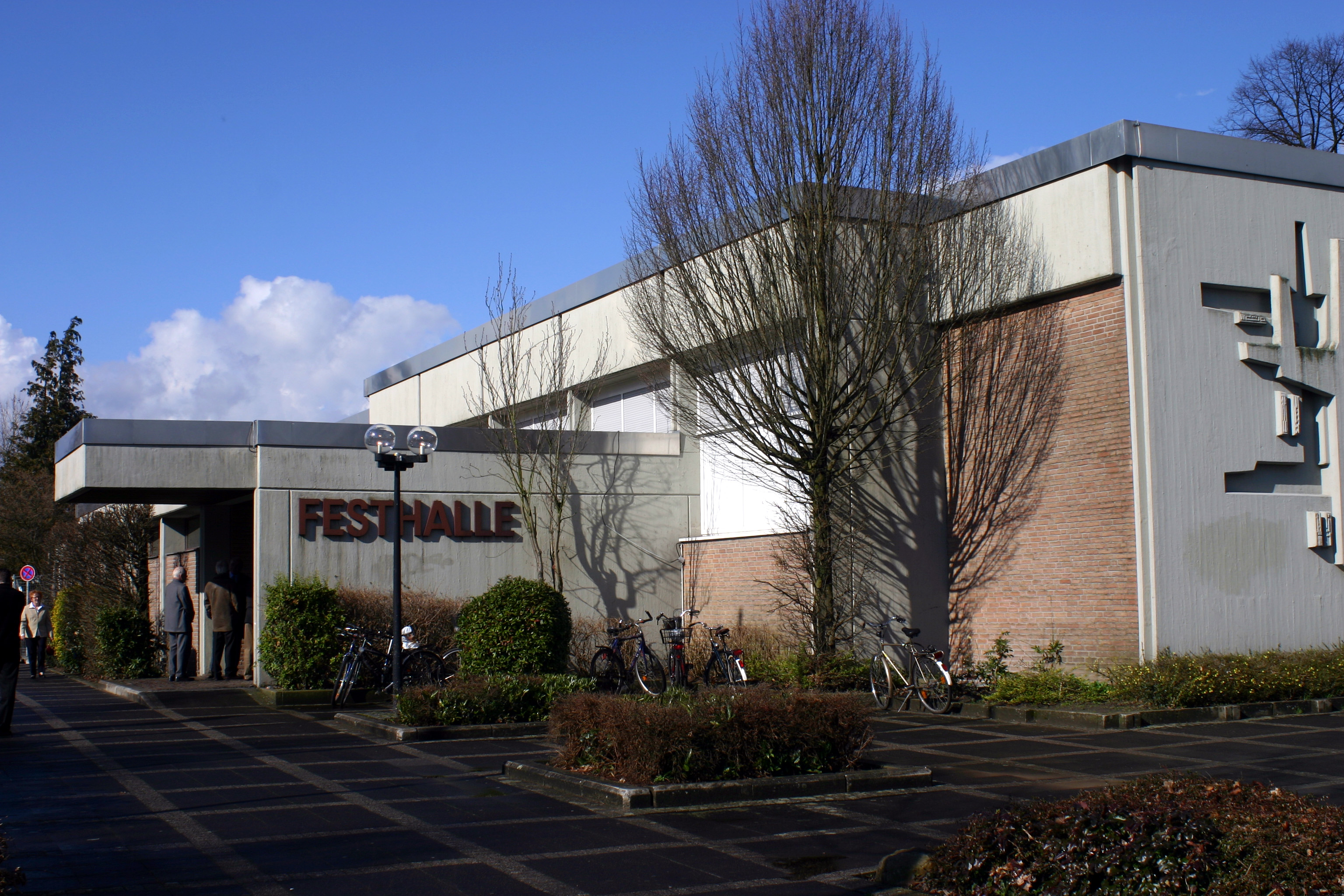
Festhalle (evenementenhal)

Ahlen · Beckum · Beelen · Drensteinfurt · Ennigerloh · Everswinkel · Oelde · Ostbevern · Sassenberg · Sendenhorst · Telgte · Wadersloh · Warendorf